# Zelotes barbarus
Zelotes barbarus este o specie de păianjeni din genul Zelotes, familia Gnaphosidae. A fost descrisă pentru prima dată de Simon, 1885. Conform Catalogue of Life specia Zelotes barbarus nu are subspecii cunoscute.